# Trace (radioisotope)
Pour les articles homonymes, voir Trace.
On parle de trace radioisotopique lorsqu'un radioisotope est présent à des quantités infimes dans le milieu analysé : c'est une mention qualitative qui n'est pas évaluée quantitativement, par exemple du point de vue de la fraction massique.
Dans le milieu naturel, de tels radioisotopes peuvent provenir de la désintégration naturelle de noyaux plus lourds, comme le thorium 231 issu de l'uranium 235, ou les autres isotopes de sa filiation radioactive. Ou bien encore de l'action des rayons cosmiques sur l'atmosphère terrestre, donnant par exemple du tritium et du carbone 14.
Par ailleurs, les isotopes qui ont une période radioactive de plus de 80 millions d'années environ se retrouvent également sous forme de traces radioisotopiques dans le matériau terrestre : c'est le cas par exemple du potassium 40 et du vanadium 50.